# Marco de Canaveses
Pour les articles homonymes, voir Marco.
Marco de Canaveses est une municipalité (en portugais : concelho ou município) du Portugal, située dans le District de Porto et la région Nord.
Elle est le siège de la municipalité de Marco de Canaveses, qui a une superficie totale de 201,89 km2, une population de 49 546 habitants en 2021 et une densité de population de 265 habitants par km2, répartis en 15 paroisses. La municipalité est limitée au nord par la municipalité d'Amarante, à l'est par Baião, au sud par Cinfães, au sud-ouest par Castelo de Paiva et à l'ouest par Penafiel.
Nichée sur un relief instable, la ville a le fleuve Tâmega à ses pieds et comme porte d'entrée principale. Elle est desservie par l'autoroute A4 et bénéficie d'une liaison ferroviaire établie avec la ligne du Douro grâce aux gares de Marco de Canaveses, Livração et Juncal. Marco de Canaveses est le terminus d'une des lignes des trains suburbains de Porto, exploités par la compagnie ferroviaire nationale Comboios de Portugal.
Marco de Canaveses est le berceau de personnalités illustres qui ont propagé le nom de cette terre au-delà des frontières. On peut citer Carmen Miranda dans le domaine artistique, Belmiro de Azevedo dans le secteur des affaires, Aníbal Barreira dans le domaine de la science, Ângelo da Cunha Pinto dans le domaine pharmaceutique, et l'évêque actuel de Lamego, D. António Couto, originaire de la paroisse de Vila Boa do Bispo, dans le domaine religieux.

## Géographie
Marco de Canaveses est limitrophe :
- à l'ouest, d'Amarante,
- au nord, de Baião,
- au nord-ouest, de Cinfães,
- au nord-ouest, de Castelo de Paiva,
- à l'est, de Penafiel.

## Histoire
Située dans le nord du Portugal, la commune de Marco de Canaveses est une région d'une grande importance historique, dont les origines remontent à une époque ancienne. Avec une histoire très ancienne, la ville a été le théâtre de nombreux événements qui ont façonné son identité au fil des siècles.
L'histoire de Marco de Canaveses remonte à l'époque romaine, lorsque la région était connue sous le nom de "Salatia". Les Romains ont été attirés par la grande fertilité des terres baignées par la rivière Tâmega, qui traverse la région. Pendant cette période, plusieurs villae romaines et infrastructures ont été établies, témoignant de la présence et de l'influence romaines dans la région, comme Tongóbriga.
Au cours du Moyen Âge, Marco de Canaveses a connu diverses influences culturelles et politiques. Pendant l'occupation maure, la région a été conquise par les Maures, mais elle a ensuite été reconquise par les Chrétiens au XIIe siècle. Cette période a été marquée par la construction de châteaux et de fortifications qui ont joué un rôle crucial dans la défense de la ville.
Aux XVIe et XVIIe siècles, Marco de Canaveses a prospéré grâce au développement de l'industrie textile. La ville est devenue un centre important de production de textiles, avec de nombreuses usines et moulins. Cette période de croissance économique a laissé un héritage architectural remarquable, avec la construction de manoirs et d'églises imposantes.
Au début du XIXe siècle, la ville a connu un déclin de l'industrie textile, ce qui a entraîné des difficultés économiques. Cependant, la résilience et la détermination des habitants de Marco de Canaveses ont permis à la région de se redresser et de se réinventer. Aujourd'hui, l'économie de la commune est diversifiée, avec une importance particulière accordée à l'agriculture, au tourisme et à la préservation du patrimoine culturel.
Marco de Canaveses possède un riche patrimoine architectural, témoignant de son histoire et de sa culture. Les visiteurs peuvent admirer des églises historiques, des ponts anciens et des demeures seigneuriales. La beauté naturelle de la région et la richesse de son patrimoine en font une destination touristique prisée.

## Démographie
| 1801 | 1864   | 1900   | 1930   | 1960   | 1981   | 1991   | 2001   | 2004   |
| ---- | ------ | ------ | ------ | ------ | ------ | ------ | ------ | ------ |
| -    | 23 820 | 28 188 | 32 354 | 39 270 | 46 131 | 48 133 | 52 419 | 53 961 |

## Subdivisions
La municipalité de Marco de Canaveses groupe 31 paroisses (freguesia, en portugais) :
- Alpendurada e Matos
- Ariz
- Avessadas
- Banho e Carvalhosa
- Constance
- Favões
- Folhada
- Fornos
- Freixo
- Magrelos
- Manhuncelos
- Maureles
- Paços de Gaiolo
- Paredes de Viadores
- Penha Longa
- Rio de Galinhas
- Rosem
- Sande
- Santo Isidoro
- São Lourenço do Douro
- São Nicolau
- Soalhães
- Sobretâmega
- Tabuado
- Torrão
- Toutosa
- Tuias
- Várzea da Ovelha e Aliviada
- Várzea do Douro
- Vila Boa de Quires
- Vila Boa do Bispo